# Planet Zoo

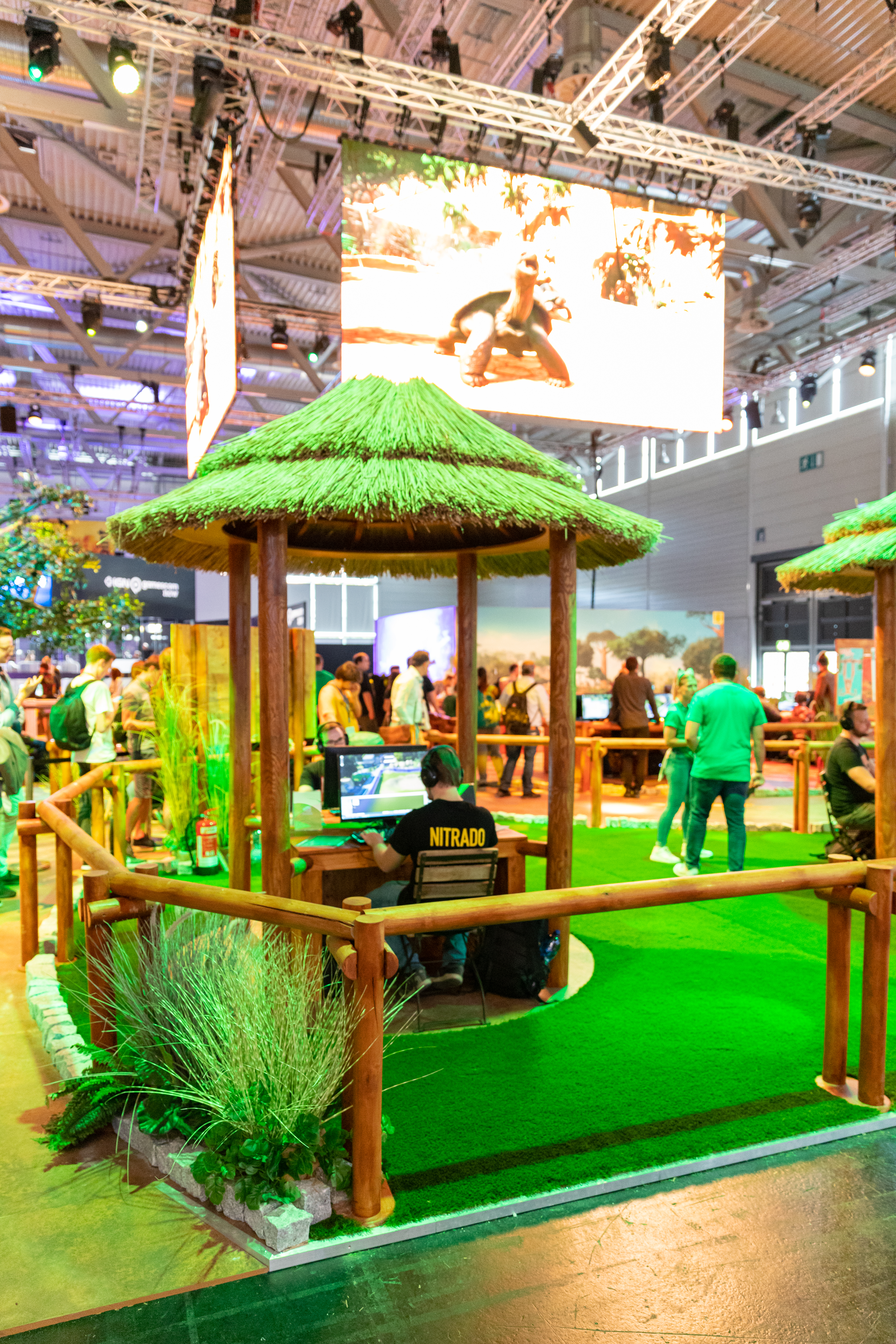
Stand von Planet Zoo auf der Gamescom 2019

Planet Zoo ist ein Zoo-Aufbau-Strategiespiel, das von Frontier Developments für Windows entwickelt und veröffentlicht wurde. Das Spiel ist am 5. November 2019 erschienen.

## Spielprinzip
Planet Zoo ist ein spiritueller Nachfolger von Zoo Tycoon und Zoo Tycoon 2 mit einem Spielprinzip ähnlich dem Vorgängertitel von Frontier Developments Planet Coaster. Ziel des Spiels ist es, einen Zoo mit hoher Besucher- und Tierzufriedenheit aufzubauen und zu verwalten. Dafür stehen insgesamt 210 Tierarten (Stand: 25. Juni 2025) zur Verfügung. Die Tiere, die von künstlicher Intelligenz gesteuert werden, verhalten sich ähnlich wie ihre realen Vorbilder. Jede Art hat ihre eigenen Bedürfnisse und Anforderungen, etwa an Gehegegröße und -ausstattung, die die Spieler erfüllen müssen. Das Spiel verfügt auch über ein Zuchtsystem: Jedes Individuum hat sein eigenes Genom, das Werte für Lebenserwartung, Größe, Gesundheit und Fruchtbarkeit beinhaltet. Durch geschickte Paarung können Zuchterfolge erzielt werden.
Das Spiel enthält vier Modi: Im Karriere-Modus erfüllt der Spieler im Rahmen einer Story Aufgaben in zwölf Szenarien. Diese führen in bereits gebaute, fiktive Zoos an verschiedenen Orten auf der Welt. Im Franchise-Modus baut der Spieler seinen eigenen Zoo von Grund auf. Es existieren Online-Funktionen wie ein Tiermarkt, auf dem Tiere mit anderen Spielern gehandelt werden können. Der Herausforderungs-Modus ist die Offline-Variante des Franchise-Modus. Im Sandbox-Modus verfügt der Spieler über unbegrenzte finanzielle Mittel und kann frei bauen. Über den Steam-Workshop können eigene Bauwerke mit der Community geteilt werden.

## Tierarten im Basisspiel
- Abgottschlange
- Afrikanischer Elefant
- Afrikanischer Leopard (anlässlich des fünfjährigen Release-Jubiläums)
- Afrikanischer Strauß
- Afrikanischer Wildhund
- Aldabra-Riesenschildkröte
- Amerikanischer Bison
- Australische Großschabe
- Blauer Pfau
- Bongo
- Bonobo
- Borneo-Orang-Utan
- Brasilianische Riesenvogelspinne
- Brasilianische Wanderspinne
- Brasilianischer Riesenläufer
- Chinesisches Schuppentier
- Echte Achatschnecke
- Erdferkel
- Flusspferd
- Gabelbock
- Galapagos-Riesenschildkröte
- Gangesgavial
- Gelbe Anakonda
- Gepard
- Gila-Krustenechse
- Goliath-Vogelspinne
- Goliathfrosch
- Goliathkäfer
- Grizzlybär
- Großer Panda
- Grüner Inselleguan
- Grüner Leguan
- Haariger Wüstenskorpion
- Halsbandpekari (anlässlich des vierjährigen Release-Jubiläums)
- Indischer Elefant
- Indischer Riesenskorpion
- Isabellbär
- Japanmakak
- Kaffernbüffel
- Katta
- Kleiner Panda
- Komodowaran (nur Deluxe Edition)
- Königstiger
- Lehmanns Pfeilgiftfrosch
- Leistenkrokodil
- Malabar-Rose (hinzugefügt mit Update 1.20)
- Mandrill
- Mexikanische Rotknie-Vogelspinne
- Mittelamerikanischer Tapir
- Netzgiraffe
- Nilwaran
- Nyala
- Okapi
- Östliche Braunschlange
- Panzernashorn
- Puffotter
- Rappenantilope
- Riesenbockkäfer
- Rosaflamingo
- Roter Vari
- Rothirsch (anlässlich des dreijährigen Release-Jubiläums)
- Schneeleopard
- Schrecklicher Pfeilgiftfrosch
- Schwarzweißer Vari (anlässlich des zweijährigen Release-Jubiläums)
- Sibirischer Tiger
- Spießbock
- Springbock
- Steppenzebra
- Taiwanischer Schwarzbär
- Texas-Klapperschlange
- Thomson-Gazelle (nur Deluxe Edition)
- Timberwolf
- Todesotter
- Trampeltier
- Tüpfelhyäne
- Warzenschwein
- Weißschwanzgnu
- Westafrikanischer Löwe
- Westlicher Flachlandgorilla
- Westlicher Schimpanse
- Zwergflusspferd (nur Deluxe Edition)

## Erweiterungen

### Arctic Pack
Am 17. Dezember 2019 erschien das Arctic Pack, das das Spiel um zwei neue Szenarien, über 200 neue Objekte und die folgenden vier Tierarten erweitert:
- Dall-Schaf
- Eisbär
- Polarwolf
- Rentier

### South America Pack
Am 7. April 2020 erschien das South America Pack, das das Spiel um über 250 neue Objekte und die folgenden fünf Tierarten erweitert:
- Großer Ameisenbär
- Jaguar
- Lama
- Rotaugenlaubfrosch
- Weißschulter-Kapuzineraffe

### Australia Pack
Am 25. August 2020 erschien das Australia Pack, das das Spiel um über 230 neue Objekte und die folgenden fünf Tierarten erweitert:
- Dingo
- Gemeiner Blauzungenskink
- Helmkasuar
- Koala
- Rotes Riesenkänguru

### Aquatic Pack
Am 8. Dezember 2020 erschien das Aquatic Pack, das das Spiel um über 120 neue Objekte und die folgenden fünf Tierarten erweitert:
- Brauen-Glattstirnkaiman
- Diamantschildkröte
- Kegelrobbe
- Königspinguin
- Riesenotter

### Southeast Asia Animal Pack
Am 30. März 2021 erschien das Southeast Asia Animal Pack, das sich hauptsächlich auf neue Tierspezies aus Südostasien konzentriert. Das Spiel wird um die folgenden acht Tierarten erweitert:
- Binturong
- Großes Wandelndes Blatt
- Malaysischer Tapir
- Nasenaffe
- Nebelparder
- Nordsulawesisches Babirusa
- Rothund
- Sonnenbär

### Africa Pack
Am 22. Juni 2021 erschien das Africa Pack, das das Spiel um ein neues Szenario, über 180 neue Objekte und die folgenden fünf Tierarten erweitert:
- Breitmaulnashorn
- Brillenpinguin
- Erdmännchen
- Fennek
- Heiliger Pillendreher

### North America Animal Pack
Am 4. Oktober 2021 erschien das North America Animal Pack, das sich hauptsächlich auf neue Tierspezies aus Nordamerika konzentriert. Das Spiel wird um die folgenden acht Tierarten erweitert:
- Amerikanischer Biber
- Elch
- Kalifornischer Seelöwe
- Mississippi-Alligator
- Nordamerikanischer Ochsenfrosch
- Polarfuchs
- Puma
- Schwarzschwanz-Präriehund

### Europe Pack
Am 14. Dezember 2021 erschien das Europe Pack, das das Spiel um über 250 neue Objekte und die folgenden fünf Tierarten erweitert:
- Alpensteinbock
- Damhirsch
- Eurasischer Luchs
- Europäischer Dachs
- Feuersalamander

### Wetlands Animal Pack
Am 12. April 2022 erschien das Wetlands Animal Pack, das das Spiel um acht Tierarten erweitert, die vorzugsweise in Feuchtgebieten heimisch sind:
- Capybara
- Donau-Kammmolch
- Krokodilkaiman
- Mandschurenkranich
- Schnabeltier
- Wasserbüffel
- Weißnacken-Moorantilope
- Zwergotter

### Conservation Pack
Am 21. Juni 2022 erschien das Conservation Pack, welches das Spiel um 150 neue Objekte und fünf Tierarten erweitert, die weltweit durch Arterhaltung in Zoos vertreten sind:
- Amurleopard
- Axolotl
- Przewalski-Pferd
- Säbelantilope
- Siamang

### Twilight Pack
Am 18. Oktober 2022 erschien das Twilight Pack, welches das Spiel um neue Objekte rund um das Thema Halloween und fünf Tierarten erweitert, die überwiegend nachtaktiv sind:
- Nacktnasenwombat
- Nilflughund
- Rotfuchs
- Streifenskunk
- Waschbär

### Grasslands Animal Pack
Am 13. Dezember 2022 erschien das Grasslands Animal Pack, welches das Spiel um acht Tierarten erweitert, die überwiegend in den Graslandschaften der Steppen und Prärien leben:
- Großer Emu
- Karakal
- Mähnenwolf
- Neunbinden-Gürteltier
- Rotnackenwallaby
- Schmetterlinge (darunter Blauer Morphofalter, Monarchfalter, Tagpfauenauge, Schwalbenschwanz und Schwefelfalter)
- Streifengnu
- Streifenhyäne

### Tropical Pack
Am 4. April 2023 erschien das Tropical Pack, welches das Spiel um 200 neue Objekte und fünf Tierarten erweitert, die in den tropischen Regenwäldern aller Welt leben:
- Bindenwaran
- Braunkehl-Faultier
- Fossa
- Pinselohrschwein
- Weißhandgibbon

### Arid Animal Pack
Am 20. Juni 2023 erschien das Arid Animal Pack, welches das Spiel um ein neues Szenario und acht Tierarten erweitert, die Gebiete mit aridem Klima bewohnen:
- Damagazelle
- Dromedar
- Mendesantilope
- Sandkatze
- Somali-Wildesel
- Spitzmaulnashorn
- Westafrikanisches Stachelschwein
- Wüsten-Hornviper

### Oceania Pack
Am 19. September 2023 erschien das Oceania Pack, welches das Spiel um 200 neue Objekte, ein neues Szenario und fünf Tierarten erweitert, die hauptsächlich in und um Australien und Ozeanien beheimatet sind:
- Brillenflughund
- Nordstreifenkiwi
- Quokka
- Tasmanischer Teufel
- Zwergpinguin

### Eurasia Animal Pack
Am 13. Dezember 2023 erschien das Eurasia Animal Pack, welches das Spiel um ein neues Szenario und acht Tierarten erweitert, die in Eurasien leben:
- Griechische Landschildkröte
- Höckerschwan
- Lippenbär
- Saiga
- Takin
- Vielfraß
- Wildschwein
- Wisent

### Barnyard Animal Pack
Am 30. April 2024 erschien das Barnyard Animal Pack, welches das Spiel um ein neues Szenario und sieben Tierarten erweitert, die hauptsächlich auf einem Bauernhof zu finden sind:
- Alpaka
- Amerikanischer Esel
- Hausziege
- Hill-Radnor-Schaf
- Hochlandrind
- Sussex-Huhn
- Tamworth-Schwein

### Zookeepers Animal Pack
Am 15. Oktober 2024 erschien das Zookeepers Animal Pack, welches das Spiel um über 95 neue Objekte, ein neues Szenario und die folgenden sieben Tierarten erweitert:
- Brillenbär
- Coquerel-Sifaka
- Kirk-Dikdik
- Mantelpavian
- Pallaskatze
- Schraubenziege
- Spornschildkröte

### Americas Animal Pack
Am 15. April 2025 erschien das Americas Animal Pack, welches das Spiel um über 80 neue Objekte, ein neues Szenario und die folgenden sieben Tierarten erweitert, die in Nord- und Südamerika leben:
- Dickhornschaf
- Kojote
- Kubaflamingo
- Nandu
- Ozelot
- Waldhund
- Weißkopfsaki

### Asia Animal Pack
Am 25. Juni 2025 erschien das Asia Animal Pack, welches das Spiel um 100 neue Objekte, ein neues Szenario und die folgenden sieben Tierarten erweitert, die in Asien beheimatet sind:
- Bartaffe
- Borneo-Zwergelefant
- Davidshirsch
- Hirschziegenantilope
- Honigdachs
- Nilgauantilope
- Tanuki

## Entwicklung und Veröffentlichung
Frühe Gerüchte kursierten, nachdem Frontier Developments im April 2017 eine Marke für ein neues Videospiel namens Planet Safari registriert hatte. Das Spiel wurde am 24. April 2019 offiziell angekündigt und wurde am 5. November 2019 unter dem Namen Planet Zoo veröffentlicht. Neben der Vorbestellung des regulären Spiels gab es auch die Möglichkeit, die Deluxe-Edition vorzubestellen, die einen Beta-Zugang vom 24. September bis 8. Oktober und Bonusmaterial enthält.

## Rezeption
Aus 55 aggregierten Wertungen erzielt Planet Zoo auf Metacritic einen Score von 81/100.
Die Bundesstelle für die Positivprädikatisierung von Computer- und Konsolenspielen sprach für Planet Zoo eine Empfehlung für Spieler ab 10 Jahren aus und lobte die „positiven und förderlichen Inhalte und Spielmöglichkeiten mit großem Lern- und Förderpotential gepaart mit langfristigem Spielspaß“.

### Auszeichnungen
Planet Zoo erhielt im August 2019 den Gamescom Award in der Kategorie Best Simulation Game. Im Februar 2020 erhielt das Spiel in der Kategorie Game, Simulation den Award der National Academy of Video Game Trade Reviewers (NAVGTR). Das Spiel war außerdem bei den 16. British Academy Video Games Awards in der Kategorie British Game nominiert, verlor jedoch gegen das Spiel Observation. Im Mai 2020 gewann Planet Zoo in der Kategorie Strategy/Simulation einen Webby Award und setzte sich damit unter anderem gegen das Simulationsspiel Two Point Hospital durch.